# Museo storico del parco nazionale d'Abruzzo, Lazio e Molise
Il museo storico del parco nazionale d'Abruzzo, Lazio e Molise è un museo collocato nelle ex scuderie del palazzo Sipari a Pescasseroli (AQ), in Abruzzo.

## Storia e descrizione
Il museo storico del parco nazionale d'Abruzzo, Lazio e Molise è stato inaugurato il 10 febbraio 2022 in occasione delle celebrazioni del centenario dell'istituzione dell'area protetta. Il parco nazionale, già costituito il 25 novembre 1921 con direttorio provvisorio e inaugurato il 9 settembre 1922 a Pescasseroli, fu istituito ufficialmente con regio decreto l'11 gennaio 1923. La realizzazione dello spazio museale ha rappresentato la prima iniziativa rilevante volta a celebrare l'istituzione centenaria del parco nazionale.
Il museo è collocato nelle ex scuderie del palazzo Sipari a Pescasseroli, comune abruzzese sede dell'ente gestore del parco nazionale d'Abruzzo, Lazio e Molise. I locali adeguati a ospitare lo spazio museale ospitano 35 pannelli espositivi, documenti ufficiali, le vecchie divise dei guardiaparco e altri oggetti di carattere storico, alcuni dei quali appartenuti a Erminio Sipari e Benedetto Croce. Il percorso è suddiviso in periodi storici che spaziano, in un arco temporale di circa 120 anni, dai primi tentativi ottocenteschi di creare il parco all'istituzione ufficiale del 1923, dalla soppressione del 1933 alla ricostituzione del 1950 fino alle successive evoluzioni, come l'ampliamento dei confini dell'area protetta nelle limitrofe regioni di Lazio e Molise.
Sezioni del museo sono dedicate ad alcuni animali simbolo del parco nazionale come il camoscio d'Abruzzo e l'orso bruno marsicano oltre allo spazio riservato alle foreste vetuste, alcune delle quali (Selva Moricento, Cacciagrande e Valle Jancino in Val Fondillo, Coppo del Principe e Coppo del Morto e Val Cervara) sono state riconosciute nel 2017 patrimonio mondiale dell'umanità dall'UNESCO.
Attraverso vari supporti multimediali lo spazio museale consente di conoscere il vasto territorio dell'area protetta e si pone come polo culturale e luogo di discussione e di condivisione delle politiche ambientali.